# Thomas B. Hayward
Thomas Bibb Hayward, född 3 maj 1924 i Glendale, Kalifornien, död 3 mars 2022 i Seattle, Washington, var en amerikansk sjöofficer (4-stjärnig amiral) som var chef för USA:s flotta mellan 1978 och 1982.

## Biografi
Hayward tog värvning 1943 i USA:s flotta som flygkadett, men halvvägs genom utbildningen blev han antagen till United States Naval Academy. Efter erhållen examen och officersfullmakt 1947 tjänstgjorde Hayward som maskinbefäl ombord på hangarfartyget USS Antietam (CV-36). 1949 påbörjade han flygutbildning vid Naval Air Station Pensacola och erhöll pilotvingar 1950. I Koreakriget tjänstegjorde Hayward i skvadronen VF-51 och flög F9F Panther från hangarfartygen USS Essex (CV-9) och USS Valley Forge (CV-45). I samma skvadron tjänstgjorde även Neil Armstrong.
Efter Koreakriget fortsatte Hayward som testpilot. Därefter befäl över skvadronen VF-103 och studier vid Naval War College. Hayward var en av 32 finalister för Astronautgrupp 1, men gick inte vidare. 
1965-66 förde Hayward befäl över flygstridskrafterna (Carrier Air Wing Ten) ombord på USS Intrepid (CV-11) i Vietnamkriget. Året därpå studerade han vid National War College och erhöll en masterexamen i internationella relationer från George Washington University. Som kommendör var Hayward fartygschef först för underhållsfartyget USS Graffias (AF-29) följt av hangarfartyget USS America (CV-66).
Som flaggman var han befälhavare över Sjunde flottan från 1975 till 1976 samt över Stillahavsflottan från 1976 till 1974. I rollen som Chief of Naval Operations fokuserade Hayward på att stärka yrkesstoltheten och införa nolltolerans mot droger.